# Rugaru
Il Rugaru (noto anche come Roux-Ga-Roux, Rugaroo, o Rougarou), è una creatura leggendaria presso le comunità francesi della regione Laurenziana riconducibile al licantropo europeo.

## Versioni
Le storie della creatura nota come rugaru sono diverse come i diversi modi di scriverne il nome, tutti comunque riconducibili alla cultura francese: derivano infatti dalle credenze nella licantropia. Rugaru è infatti una versione errata del termine francese per licantropo, "Loup-garou". (da "loup", lupo, e "garou" ovvero uomo che si trasforma in un animale, dal franco "garulf").

## Folklore della Louisiana
Secondo Barry Jean Ancelet, un esperto di folklore Cajun e professore all'università della Louisiana a Lafayette, la storia del rugaru è una leggenda comune in tutta la Louisiana francese. I termini ruguru e "loup-garou" sono utilizzati come sinonimi nella Louisiana meridionale.
Secondo le leggende Cajun, la creatura popolerebbe le aree attorno all'Acadiana e la zona metropolitana di New Orleans, vivendo nelle paludi e nelle foreste della regione. È spesso descritta come un essere con un corpo umano e la testa di un lupo o di un cane, similmente alle leggende sui licantropi.
Spesso la storia è utilizzata per incutere timore ed ottenere obbedienza. Storie come queste venivano raccontate presso i Cajun per convincere i bambini ad essere obbedienti. Secondo un'altra versione, le vittime della creatura sarebbero i cattolici che non seguono le regole della Quaresima. Questo è un ulteriore elemento in comune con il "loup-garou" francese: infatti secondo le leggende si trasformerebbe in un lupo mannaro chi non segue la Quaresima per sette anni consecutivi.
Un'altra leggenda comune afferma che il rugaru resterebbe sotto l'incantesimo per 101 giorni. Dopo questo lasso di tempo, la maledizione passerebe da persona a persona quando il rugaru succhia sangue umano. In quel giorno la creatura torna ad avere sembianze umane. Sebbene conscio del proprio stato, la vittima della maledizione rifiuterebbe di parlarne con gli altri per paura di essere uccisa.
Altre storie parlano del rugaru come di un cavaliere senza testa o di un essere che deriverebbe dalla stregoneria. Secondo questa versione solo una strega può eliminare la maledizione del rugaru, trasformando sé stessa in un lupo o trasferendo la licantropia ad altri.

### Folklore dei nativi americani
La creatura chiamata Rugaru è stata associata con le leggende dei nativi americani, anche se ci sono alcune dispute. Alcune versioni folkloristiche rendono il rugaru molto simile al bigfoot o ai wendigo, esseri cannibali della cultura nativa. Poiché la maggioranza di queste storie sono trasmesse oralmente, spesso i racconti si contraddicono fra loro. Le storie sul wendingo variano in base alla tribù e alla regione, ma il tema comune è generalmente quello del cannibalismo.
Un esempio modificato della leggenda del wendingo dice che se una persona vede un rugaru, questa persona si trasformerà in un rugaru. Ciò ricorda proprio la leggenda del wendigo descritta in un racconto di Algernon Blackwood. In questo adattamento della leggenda, l'avvistamento di un wendigo causa la trasformazione in wendigo (sebbene nel racconto, più che la visione, a determinare il cambiamento nell'essere umano sembra l'essere prescelti dal Wendigo stesso e l'essere portati via nel vento. Il racconto di Blackwood si concentra maggiormente sugli aspetti di follia e di legame con la natura del mito del wendigo, piuttosto che su altri).
È importante rilevare che "rugaru" non è una parola della lingua nativa Ojibwa, né deriva dalle lingue degli altri popoli vicini. Come già affermato, sarebbe una interpretazione erronea del termine francese che sta per licantorpo, "loup garou". È possibile che gli Ojibwa o i Chippewa del Nord Dakota abbiano interpretato il termine come "essere peloso simile ad un umano" per via dell'influenza dei missionari e dei cacciatori del Canada francese, con i quali avevano intensi scambi. Spesso questo termine è stato riferito alle storie riguardanti il bigfoot.
Peter Matthiessen afferma, invece, che il rugaru è una leggenda separata da quella del gigante cannibale noto come wendigo. Sottolinea come il rugaru sia visto come essere sacro ed in armonia con Madre Terra, come spesso si afferma anche nelle leggende riguardanti il bigfoot.

## Nella cultura di massa
La versione inglese della creatura è stata usata nella serie televisiva Supernatural. Il rugaru appare nell'episodio 4 della quarta stagione (Metamorfosi) in cui la creatura è descritta come un essere umano che possiede abilità sovraumane ed una fame di carne umana che non può essere soddisfatta.
Lo zoo Audubon di New Orleans ha esibito un manichino a grandezza naturale di quelle che dovrebbero essere le sembianze del rugaru.
Su Pottermore, in un extra intitolato Storia della magia nel Nord America, l'autrice J. K. Rowling ha citato il Rugaru come una creatura magica americana, i cui peli servono per la fabbricazione delle bacchette magiche americane.